# Symplocos baehnii
Espèce
Statut de conservation UICN

 VU D2 : Vulnérable
Symplocos baehnii est une espèce de plantes à fleurs de la famille des Symplocaceae.

## Publication originale
- Fieldiana, Botany 13(5/1): 217. 1959.